# Oulad Fennane
Oulad Fennane (àrab أولاد فنان) és un municipi rural de la província de Khouribga de la regió de Béni Mellal-Khénifra al Marroc. Segons el cens de 2014 tenia una població total de 7.575 persones.